# Ferdinando Fiandaca
Ferdinando Fiandaca (Santa Caterina Villarmosa, 14 april 1857 – aldaar, 18 februari 1941) was een prelaat in Sicilië in het koninkrijk Italië. Hij was achtereenvolgens bisschop van Nicosia en Patti en nadien titulair aartsbisschop van Cyrrhus in het moderne Syrië.

## Levensloop
Na zijn priesterstudies in het bisdom Noto, Sicilië, werd Fiandaca tot priester gewijd (1879). Hij trok naar Rome voor verdere studies tot kerkjurist en theoloog. Nadien keerde hij naar Sicilië terug. Fiandaco was werkzaam in het bisdom Caltanissetta, waar hij docent en schoolbestuurder was.
Paus Leo XIII benoemde hem tot bisschop van Nicosia in 1903; de wijding gebeurde door Giuseppe Francica-Nava de Bondifè, edelman en kardinaal-aartsbisschop van Catania. Het kerkelijk beleid van bisschop Fiandaca in Nicosia was gericht op de promotie van het katholiek onderwijs. Hij baseerde zich hiervoor op een directieve van paus Pius X, de opvolger van Leo XIII.
Paus Pius X transfereerde Fiandaca naar de bisschopstroon van Patti in 1912. Gedurende achttien jaren bestuurde hij het bisdom Patti. Wanneer het fascistisch regime in de jaren 1920 het priesterseminarie confisqueerde, kon Fiandaca een deel recupereren, ten nadele van de stad Patti. 
Hij wijdde zijn tijd aan de restauratie van de kerk van Tindari, die later basiliek zou worden. Tindari is een stadsdeel van Patti. De verering van de Zwarte Madonna aldaar kende een opleving. 
Paus Pius XI verwijderde Fiandaca uit het bisdom Patti na een meningsverschil tussen Rome en Fiandaca. Fiandaca werd vereerd met de eretitel van aartsbisschop van Cyrrhus, wat hij behield tot zijn dood. Hij overleed in zijn geboortedorp.

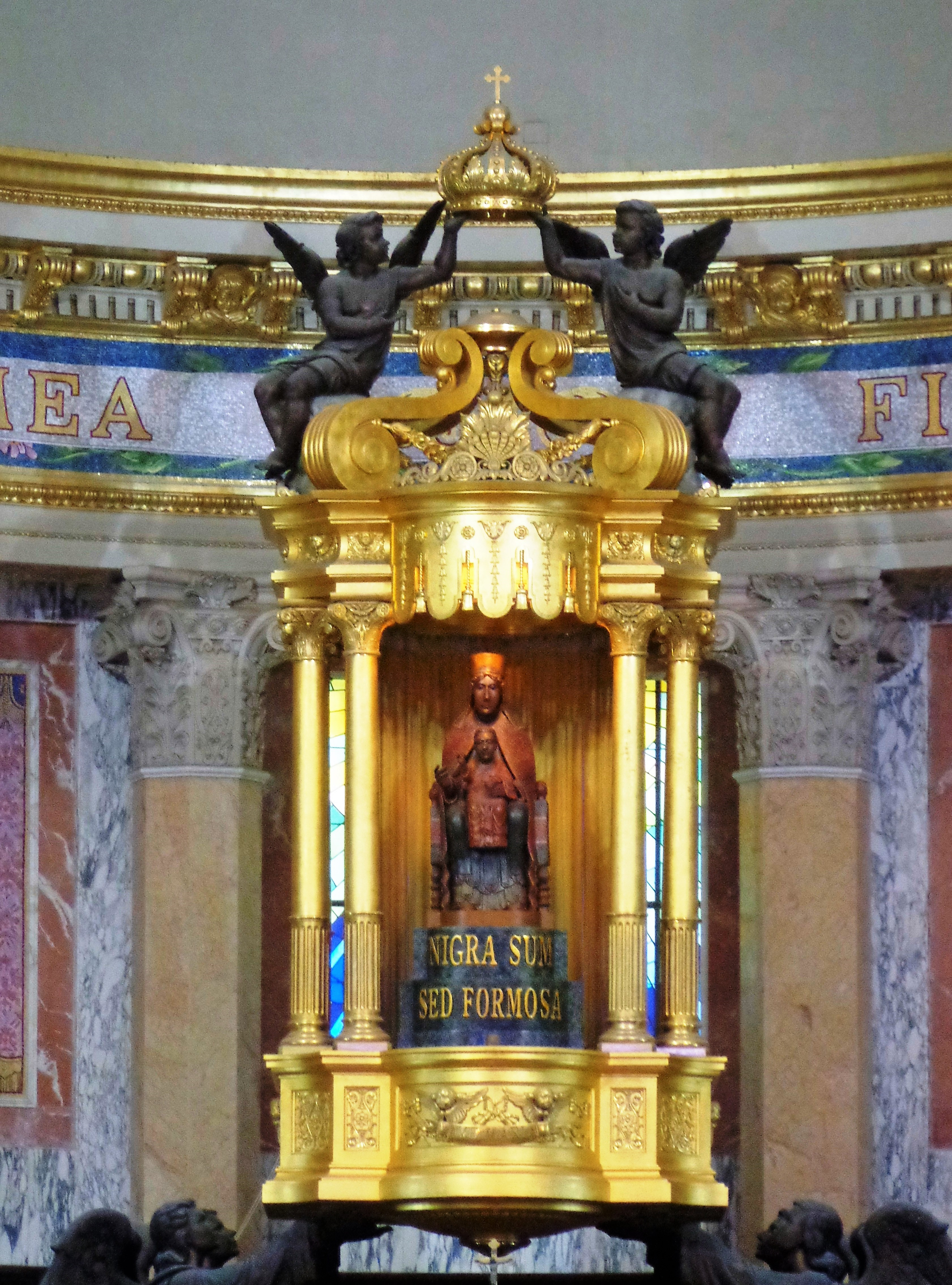
Zwarte Madonna van Tindari